# Об'єднане командування ОЗС НАТО Неаполь
Об'єднане командування ОЗС НАТО Неаполь (англ. Allied Joint Force Command Naples) — військове командування НАТО, засноване в Непполі, Італія. Фактично було створено в 1951 році , як Командування союзних сил південної Європи (англ. Allied Forces Southern Europe). 15 березня 2004 року після реорганізації та оновлення структури отримало свою теперішню назву з штабом у місті Касто, Бельгія.
В лавах міжнародного військового персоналу Командування в Неаполі служать представники 22 країн НАТО, таких як: Бельгія, Болгарія, Канада, Чехія, Данія, Естонія, Франція, Німеччина, Греція, Угорщина, Італія, Нідерланди, Норвегія, Португалія, Польща, Румунія, Словаччина , Словенія, Іспанія, Туреччина, Велика Британія та Сполучені Штати. Кілька країн-партнерів також представлені в штабі в рамках програми Партнерство заради миру.
Командуванню об'єднаними силами НАТО в Неаполі підпорядковані три командних компонента, що спеціалізуються на повітряних, морських і наземних операціях: Командування компонентом військово-повітряних сил НАТО в місті Ізмір (Туреччина), Командування компонентом військово-морських сил НАТО в Неаполі (Італія) і Командування компонентом сил НАТО в Мадриді (Іспанія).